# Anisodes denticulata
Anisodes denticulata là một loài bướm đêm trong họ Geometridae.